# 多姆拉
多姆拉（俄语：домра）是俄罗斯的一种长颈拨弦乐器，属于鲁特琴系，为圆体，有三或四个金属弦，用拨片演奏。
此乐器来源于蒙古-鞑靼入侵俄罗斯时期，目前仅出现于俄罗斯及独联体国家，常用于巴拉莱卡琴乐团的领奏部。